# Harjagers och Rönnebergs häraders valkrets
Harjagers och Rönnebergs häraders valkrets var i riksdagsvalen till andra kammaren 1866–1908 en egen valkrets med ett mandat. Valkretsen, vars gränser motsvarade Harjagers och Rönnebergs häraders domsaga, avskaffades vid införandet av proportionellt valsystem i valet 1911, då området gick upp i Malmöhus läns mellersta valkrets.

## Riksdagsmän
- Pehr Johnsson, lmp (1867–1870)
- Christen Assarsson, lmp (1871–1884)
- Nils Persson, lmp (1885–1887)
- Jöns Andersson, nya lmp (1888–1890)
- Nils Persson, gamla lmp (1891–1893)
- Jöns Andersson, nya lmp 1894, lmp 1895–1905, nfr 1906–1908 (1894–1908)
- Jöns Jönsson, lmp (1909–1911)

## Valresultat

### 1896
| Andrakammarvalet i Sverige 1896: Harjagers och Rönnebergs häraders valkrets | Andrakammarvalet i Sverige 1896: Harjagers och Rönnebergs häraders valkrets | Andrakammarvalet i Sverige 1896: Harjagers och Rönnebergs häraders valkrets | Andrakammarvalet i Sverige 1896: Harjagers och Rönnebergs häraders valkrets | Andrakammarvalet i Sverige 1896: Harjagers och Rönnebergs häraders valkrets |
| Kandidat                                                                    | Kandidat                                                                    | Röster                                                                      | Röster                                                                      | Röster                                                                      |
| Kandidat                                                                    | Kandidat                                                                    | Antal                                                                       | %                                                                           | +− %                                                                        |
| --------------------------------------------------------------------------- | --------------------------------------------------------------------------- | --------------------------------------------------------------------------- | --------------------------------------------------------------------------- | --------------------------------------------------------------------------- |
|                                                                             | Jöns Andersson                                                              | 466                                                                         | 59,6                                                                        |                                                                             |
|                                                                             | N.P. Olsson i Kvärlöf                                                       | 278                                                                         | 35,5                                                                        |                                                                             |
|                                                                             | Övriga kandidater                                                           | 38                                                                          | 4,9                                                                         |                                                                             |
| Antal giltiga röster                                                        | Antal giltiga röster                                                        | 782                                                                         |                                                                             |                                                                             |
| Kasserade röster                                                            | Kasserade röster                                                            | 6                                                                           |                                                                             |                                                                             |
| Totalt                                                                      | Totalt                                                                      | 788                                                                         |                                                                             |                                                                             |

- Valdeltagandet var 37,3%.

### 1899
| Andrakammarvalet i Sverige 1899: Harjagers och Rönnebergs häraders valkrets | Andrakammarvalet i Sverige 1899: Harjagers och Rönnebergs häraders valkrets | Andrakammarvalet i Sverige 1899: Harjagers och Rönnebergs häraders valkrets | Andrakammarvalet i Sverige 1899: Harjagers och Rönnebergs häraders valkrets | Andrakammarvalet i Sverige 1899: Harjagers och Rönnebergs häraders valkrets |
| Kandidat                                                                    | Kandidat                                                                    | Röster                                                                      | Röster                                                                      | Röster                                                                      |
| Kandidat                                                                    | Kandidat                                                                    | Antal                                                                       | %                                                                           | +− %                                                                        |
| --------------------------------------------------------------------------- | --------------------------------------------------------------------------- | --------------------------------------------------------------------------- | --------------------------------------------------------------------------- | --------------------------------------------------------------------------- |
|                                                                             | Jöns Andersson                                                              | 736                                                                         | 77,2                                                                        | ▲17,6                                                                       |
|                                                                             | Närmaste kandidat                                                           | 198                                                                         | 20,8                                                                        |                                                                             |
|                                                                             | Övriga kandidater                                                           | 19                                                                          | 2,0                                                                         |                                                                             |
| Antal giltiga röster                                                        | Antal giltiga röster                                                        | 953                                                                         |                                                                             |                                                                             |
| Kasserade röster                                                            | Kasserade röster                                                            | 12                                                                          |                                                                             |                                                                             |
| Totalt                                                                      | Totalt                                                                      | 965                                                                         |                                                                             |                                                                             |

Valet ägde rum den 7 augusti 1899. Valdeltagandet var 40,4%.

### 1902
| Andrakammarvalet i Sverige 1902: Harjagers och Rönnebergs häraders valkrets | Andrakammarvalet i Sverige 1902: Harjagers och Rönnebergs häraders valkrets | Andrakammarvalet i Sverige 1902: Harjagers och Rönnebergs häraders valkrets | Andrakammarvalet i Sverige 1902: Harjagers och Rönnebergs häraders valkrets | Andrakammarvalet i Sverige 1902: Harjagers och Rönnebergs häraders valkrets |
| Kandidat                                                                    | Kandidat                                                                    | Röster                                                                      | Röster                                                                      | Röster                                                                      |
| Kandidat                                                                    | Kandidat                                                                    | Antal                                                                       | %                                                                           | +− %                                                                        |
| --------------------------------------------------------------------------- | --------------------------------------------------------------------------- | --------------------------------------------------------------------------- | --------------------------------------------------------------------------- | --------------------------------------------------------------------------- |
|                                                                             | Jöns Andersson                                                              | 841                                                                         | 68,8                                                                        | ▼8,4                                                                        |
|                                                                             | Närmaste kandidat                                                           | 372                                                                         | 30,4                                                                        |                                                                             |
|                                                                             | Övriga kandidater                                                           | 10                                                                          | 0,8                                                                         |                                                                             |
| Antal giltiga röster                                                        | Antal giltiga röster                                                        | 1 223                                                                       |                                                                             |                                                                             |
| Kasserade röster                                                            | Kasserade röster                                                            | 39                                                                          |                                                                             |                                                                             |
| Totalt                                                                      | Totalt                                                                      | 1 262                                                                       |                                                                             |                                                                             |

Valet ägde rum den 4 september 1902. Valdeltagandet var 48,3%.

### 1905
| Andrakammarvalet i Sverige 1905: Harjagers och Rönnebergs häraders valkrets | Andrakammarvalet i Sverige 1905: Harjagers och Rönnebergs häraders valkrets | Andrakammarvalet i Sverige 1905: Harjagers och Rönnebergs häraders valkrets | Andrakammarvalet i Sverige 1905: Harjagers och Rönnebergs häraders valkrets | Andrakammarvalet i Sverige 1905: Harjagers och Rönnebergs häraders valkrets |
| Kandidat                                                                    | Kandidat                                                                    | Röster                                                                      | Röster                                                                      | Röster                                                                      |
| Kandidat                                                                    | Kandidat                                                                    | Antal                                                                       | %                                                                           | +− %                                                                        |
| --------------------------------------------------------------------------- | --------------------------------------------------------------------------- | --------------------------------------------------------------------------- | --------------------------------------------------------------------------- | --------------------------------------------------------------------------- |
|                                                                             | Jöns Andersson                                                              | 802                                                                         | 65,6                                                                        | ▼3,2                                                                        |
|                                                                             | E. Wiberg i Kävlinge                                                        | 401                                                                         | 32,8                                                                        |                                                                             |
|                                                                             | Övriga kandidater                                                           | 20                                                                          | 1,6                                                                         |                                                                             |
| Antal giltiga röster                                                        | Antal giltiga röster                                                        | 1 223                                                                       |                                                                             |                                                                             |
| Kasserade röster                                                            | Kasserade röster                                                            | 8                                                                           |                                                                             |                                                                             |
| Totalt                                                                      | Totalt                                                                      | 1 231                                                                       |                                                                             |                                                                             |

Valet ägde rum den 10 september 1905. Valdeltagandet var 39,0%.

### 1908
| Andrakammarvalet i Sverige 1908: Harjagers och Rönnebergs häraders valkrets | Andrakammarvalet i Sverige 1908: Harjagers och Rönnebergs häraders valkrets | Andrakammarvalet i Sverige 1908: Harjagers och Rönnebergs häraders valkrets | Andrakammarvalet i Sverige 1908: Harjagers och Rönnebergs häraders valkrets | Andrakammarvalet i Sverige 1908: Harjagers och Rönnebergs häraders valkrets |
| Kandidat                                                                    | Kandidat                                                                    | Röster                                                                      | Röster                                                                      | Röster                                                                      |
| Kandidat                                                                    | Kandidat                                                                    | Antal                                                                       | %                                                                           | +− %                                                                        |
| --------------------------------------------------------------------------- | --------------------------------------------------------------------------- | --------------------------------------------------------------------------- | --------------------------------------------------------------------------- | --------------------------------------------------------------------------- |
|                                                                             | Jöns Jönsson                                                                | 1 428                                                                       | 59,9                                                                        |                                                                             |
|                                                                             | Ola Hultén i Löddeköpinge (liberal)                                         | 954                                                                         | 40,0                                                                        |                                                                             |
|                                                                             | Övriga kandidater                                                           | 2                                                                           | 0,1                                                                         |                                                                             |
| Antal giltiga röster                                                        | Antal giltiga röster                                                        | 2 384                                                                       |                                                                             |                                                                             |
| Kasserade röster                                                            | Kasserade röster                                                            | 6                                                                           |                                                                             |                                                                             |
| Totalt                                                                      | Totalt                                                                      | 2 390                                                                       |                                                                             |                                                                             |

Valet ägde rum den 6 september 1908. Valdeltagandet var 66,4%.